# Мильнер, Жан-Клод
Жан-Клод Мильнер (фр. Jean-Claude Milner, 1941, Париж) — французский философ, лингвист, стиховед, психоаналитик.

## Биография
Отец — еврейский эмигрант из Литвы, мать — протестантка из Эльзаса. Окончил лицей Генриха IV и Высшую нормальную школу, где среди его соучеников был Ален Бадью, а среди преподавателей — Луи Альтюссер. Затем учился в Массачусетском технологическом институте, испытал влияние лингвистических взглядов Ноама Хомского, перевёл его книгу «Аспекты теории синтаксиса» (1971). Вместе с Жаком-Аленом Миллером вошёл в круг Жака Лакана. Преподавал в Университете Париж VII. Был членом маоистской группировки «Пролетарская левая» (1968—1971). Глубокое влияние на его философские и лингвистические взгляды оказали Ролан Барт и Роман Якобсон. Впоследствии отошёл от идей Хомского в направлении постпозитивистской эпистемологии Имре Лакатоша.
Возглавлял Международный философский коллеж в Париже (1998—2001). Входит в парижскую школу фрейдистов. Автор трудов о роли еврейства в интеллектуальной жизни Европы. Ему принадлежит политическое, леворадикальное прочтение лирики Малларме. Работы Мильнера переведены на английский, испанский, итальянский, словенский и русский языки.

## Труды
- Arguments linguistiques (1973)
- De la syntaxe à l’interprétation. Quantités, insultes, exclamations (1978)
- L’Amour de la langue (1978)
- Ordres et raisons de langue (1982)
- Les Noms indistincts (1983)
- De l’école (1984)
- De l’inutilité des arbres en linguistique (1985)
- Détections fictives (1985)
- Introduction à un traitement du passif (1986)
- Dire le vers (1987, в соавторстве)
- Introduction à une science du langage (1989)
- Constat (1992)
- Archéologie d’un échec: 1950—1993 (1993)
- L’Œuvre claire: Lacan, la science et la philosophie (1995)
- Le Salaire de l’idéal (1997)
- Le Triple du plaisir (1997)
- Mallarmé au tombeau (1999)
- Existe-t-il une vie intellectuelle en France? (2002)
- Le Périple structural, Figures et paradigmes (2002)
- Les penchants criminels de l’Europe démocratique (2003)
- Le Pas philosophique de Roland Barthes (2003)
- Voulez-vous être évalué?: entretiens sur une machine d’imposture (2004, в соавторстве с Жаком-Аленом Миллером)
- La politique des choses (2005)
- Le Juif de savoir (2007)
- L’arrogance du présent. Regards sur une décennie, 1965—1975 (2009)
- La politique des choses, court traité politique 1 (2011)
- Pour une politique des êtres parlants, court traité politique 2 (2011)

## Публикации на русском языке
- Философский шаг Ролана Барта// Республика словесности: Франция в мировой интеллектуальной культуре. М.: Новое литературное обозрение, 2005, с.58-100
- Констатации/ Пер. В.Лапицкого. СПб.: Machina, 2009